# Sylwia Deptuła
Sylwia Deptuła (ur. 20 maja 1985) – polska judoczka.
Zawodniczka AZS-AWFiS Gdańsk. Dwukrotna brązowa medalistka mistrzostw Polski seniorek w kategorii do 63 kg (2006, 2008). Młodzieżowa mistrzyni Polski 2006.